# ニュージーランドの教育
ニュージーランドの教育制度は、6歳から16歳までが義務教育期間にあたる。慣例的に5歳の誕生日を過ぎれば小学校への入学が許可され初等教育を開始する。16歳の誕生日を過ぎると以降の就学課程は任意進学になるため、義務教育期間は終了する。
おもな学校の種類は以下の通り。

## 乳幼児教育
- licensed Early Childhood Centers（0歳から5歳）
- Chartered Early Childhood Centers（0歳から5歳）
- Kindergarten、Playcenter（3歳から5歳）
- Kohanga reo（マオリ族の文化による幼児教育、マオリ語による教育）

プレイセンター（Playcenter）は親、保護者参加による協働運営組織。幼児教育の場を提供すると同時に、親同士の同意のもとに組織運営されており、親同士の相互援助により運営される組合。親子ともに学び遊ぶことを目的とし、子供の成長と同時に親としての成長を促進する目的をもつ。
1941年に全国初のプレイセンターがウェリントンに開設され、1948年に全国評議会が設置された。ニュージーランドでは60年以上の歴史を持ち、全国に512箇所（2008年）のプレイセンターが設置されている。

## 初等教育課程
- Primary School（Year1 - 6, 5歳から11歳）

ニュージーランドの初等教育制度では6歳から11歳までの就学児は小学校（Primary School）へ在籍し義務教育課程に在籍する。慣例的に5歳の誕生日を過ぎると小学校へ入学するため、学年（Year制度を採用）はYear 0（0年生）となり、6歳でYear 1（1年生）となる。就学児の親、保護者の考えにより6歳の誕生日を迎えてから初等教育を開始する者もいるため、同学年在籍者でも年齢が若干異なる。
各生徒は個別に入学するため入学式は存在しない。1年4学期制。就学時期は各教育機関により若干異なり、毎年1月下旬から2月に始まり12月中旬に終了する。

## 中等教育課程
- Intermediate School / Middle School（Year7 - 8, 12歳から13歳）
- Secondary School（Year9 - 13, 14歳から18歳）

インターミディエットスクール（Intermediate School）と呼ばれる中等教育学校と、セカンダリースクール（Secondary School）と呼ばれる中等教育学校が存在する。
インターミディエットスクールへ進学する生徒は、2年間の就学期間を終えるとセカンダリースクールへ進学する。

プライマリースクールからセカンダリースクールへ進学する児童は、セカンダリースクール内に設置された「ミドルスクール」に在籍する。前者の形態は公立校に多く見られ、後者は私立校に多く見られる。
Year1から13まで同じ学校で就学する形態もあり、このような学校は農村地帯など就学人口の少ない地域に多く見られる。寄宿寮を併設する中等学校も多いため人口の少ない地域の就学生は寄宿寮で生活する生徒も多い。16歳の誕生日を過ぎると義務教育期間は終了しその後は任意進学に切り替わる。
Year11から学年末に『National Certificate of Educational Achievement（NCEA）』と呼ばれる全国統一試験を受験し、この成績が在学年の成績評価となる。この試験は全国統一の評価基準により学力評価として認定される。Level1以降、各学年の学期末には「Leve2」「Leve3」の統一試験を受験する。Leve3評価を中等学校での最終評価とし、この評価が国際評価として認定され、高等教育機関への進学、就業目的の評価基準として最終認定され、800を超える公的資格への学力証明として利用できる。
1年4学期制。就学は1月下旬から始まり11月下旬から12月上旬に修了する。入学式は存在せず、卒業式と同等の意味をもつ各種成績優秀者（学力、スポーツ、文芸、社会奉仕など）を表彰する式典が挙行される。
障害や特別な支援を必要とする者は21歳まで在籍することができる。
農業国としての地理的な条件から、1922年にニュージーランド教育省に設立された「ニュージーランド通信教育学校（The Correspondence School of New Zealand）」にて遠隔教育、通信教育制度が充実し、世界屈指の通信教育国である。通信教育学校は主に就学人口の少ない地域での就学、教員不足などの理由により全ての科目を準備できない教育機関への授業配信を行っている。通信教育制度は乳幼児教育から中等教育課程まで準備され、20000人を超える学生が国内外に在籍するニュージーランド最大の教育機関である。通信教育ではテープやビデオによる授業解説、印刷教材の配本、インターネットを利用した教材、講師派遣など、国内の在学生および海外で生活するニュージーランド人へ授業配信を行っている。
中等教育機関は公立校、インテグレーテッド・スクール、私立校の3つの学校体形に分類される。全学校数のおよそ86%は公立校として運営され、インテグレーテッド・スクールは全体の10%程度、私立校は4%程度である。
公立校
公立校の学費は原則公費負担であるが、運営費として学費の一部負担（名称は寄付）を求める学校が大多数であるのが現状。
インテグレーテッド・スクール
ニュージーランド教育省からの助成を受ける特殊な学校および学校形態を『インテグレーテッド・スクール（Integrated School）』と呼び、日本の私立校の運営形態に近い性格の学校である。学校資産は各教育機関に属し、教職員給与は公的助成を受ける。インテグレーテッド・スクールは教育理念に宗教教育を強く意識する教育課程を編成しており、私立校と同じ性格を持つ。進学希望者は学校独自の入学基準により選抜される。学費は私的負担制。
私立校
私立校では宗教教育を教育課程の中心理念として掲げ学校教育の中で宗教教育を重視する。主な宗教理念を取り入れる宗教母体としてカトリック教会、プレスビテリアン、アングリカン、メソジストなどがあり、各宗教母体の信仰に基づく宗教教育が徹底して行われる。
私立校は大学予科校（進学校）として建学された歴史を持つため、高等教育機関への進学率が非常に高い。学費は私的負担制で非常に高い。入学希望者は各校独自の入学基準により厳選選抜される。教育水準、学費水準、学校施設水準、校則、知名度、進学率など全ての基準が高い学校である。
私立校の運営は評議会制度を採用しており、評議会長が学校長を指名し評議会の承認を経て決定する。教員選考も独自基準を採用し、評議会が承認した教師のみ厳選採用される。
私立校は紳士・淑女を養成する教育機関でもあるため、生徒の言葉遣い、服装、態度、礼儀などマナー指導も徹底して行われる。

## 高等教育課程
- Universities
- Polytechnichs
- Colleges of Education(Teacher's Colleges)

高等学校卒業者の4割程度が高等教育機関へ進学する。一般的に高等教育機関への入学審査は『The National Certificate of Educational Achievement（NCEA）Level3』の評価により決定する（一部の教育機関の特定学科ではLevel2の評価基準による進学も可能）。NCEAは2004年に『The New Zealand University Bursary』から改定された学力審査基準および資格審査基準である。
ニュージーランドの大学は全国に8大学あり、すべて国立大学として設置されている。各大学は以下の通り。
- オークランド大学（オークランド）
- オークランド工科大学（オークランド）
- ワイカト大学（ハミルトン）
- マッセー大学（パーマストンノース）
- ヴィクトリア大学ウェリントン（ウェリントン）
- カンタベリー大学（クライストチャーチ）
- リンカーン大学（リンカーン）
- オタゴ大学（ダニーデン）

### 大学
学士課程、修士課程、博士課程による教育課程が構成されている。その他、Diploma（ディプロマ）、Certificate（サーティフィケート）と呼ばれる半年から2年程度の修学期間によるコースを含む短期間コースも設置されている。
一般的に学士課程では3年～4年、修士課程では2年、博士課程では3年の修学課程を構成している。
大学運営の最高責任者は、“Vice-Chancellor”（ヴァイス・チャンセラー、学長）。日本語では「副総長」と訳されるが訳としては「学長」が正しく副総長は誤訳。「副総長」にあたる役職は“Pro-Chancellor”（プロ・チャンセラー）である。Chancellor（チャンセラー）は総長を意味する名誉職であり、議事運営を監視する議長職を務めるのが通例であり、大学運営に直接関与することはない。総長には地元の名士や大学へ貢献した人物が起用されることが多い。

### ポリテクニック
主に実務資格の取得を目的とした高等教育機関であるが、大学組織との明確な境目はなく、学士号から博士号まで取得可能（博士号取得のみ、一部のポリテクニックのみ）。主に実学に即した実践教育を行い、修学期間は半年～3年程度。専攻領域により大学院課程へ進学する学生も多い。大学機関では講義や演習不可能な学科（看護学科、ジャズ専攻科など）をポリテクニックで教授している。

### 教育大学
教育大学（College of Education）は、教員養成のための専門機関であり、教職を目指す学生は教育大学へ在籍する。財政上の理由と進学者数の減少から、大学機関との統合を進めている。修学期間は1年～2年。専攻課程により大学卒業後に教育大学へ進学する者と、高等学校卒業後に教育大学へ進学する者とが存在する。ニュージーランドの教員職は免許制ではないため、1人の教員が異なる複数の教科を担当することもある。

### その他
学士課程には25歳以上の成人学生も多く在籍する。働きながら、または、育児をしながら高等教育を受ける学生をパートタイム学生と呼び、高等教育機関での勉学に専念する学生のことをフルタイム学生と呼ぶ。
高等教育機関では託児所を併設しており、学生、教職員が子供を預けながら就学、就業できる体制が整えられている。
飛び級制度が存在するため、特別な能力をもつ生徒・学生への特別な配慮が存在する。
一部の大学では通信教育課程を設置しており、経営管理修士課程（MBA)を含む大学院課程の学位を取得する者も存在する。
1980年代後半から、大学、ポリテクニックでは留学生の受け入れに積極的な姿勢を見せ、現在では外国人留学生も多く在籍している。しかし現状ではIELTSやTOEFLなどの英語試験の成績が優秀でも留年や中途退学する外国人留学生が増加傾向にあるため、入学審査に面接試験や口頭試験を実施する高等教育機関が増加傾向にある。